# Berxakovo
Berxakovo - Бершаково (rus) - és un poble de l'óblast de Bélgorod, a Rússia. El 2010 tenia 546 habitants. Pertany al districte (raion) de Xebékino.